# George Bussler
George Carl Ludwig Bussler, född 21 november 1892 i Stockholm, död 27 april 1982 i Moline, Rock Island County, Illinois, USA, var en svensk ishockey- och bandyspelare. 
Född "Georg" men bytte, sannolikt i samband med flytten till USA, till det mer engelsklingande "George".
Bussler fostrades i Eriksdals IF, gick därefter vidare till att spela i Djurgårdens IF och var med i det lag som nådde SM-final 1909 (förlust mot AIK 7-3) och 1911 (förlust mot IFK Uppsala 6-0) men blev mest känd som bandyspelare för Hammarby IF från 1919 till 1922. Under åren deltog laget i såväl Svenska Mästerskapet som Distrikts Mästerskapet. Den största framgången var en andraplats i distriktsmästerskapet 1922 efter en finalförlust med 0-1 mot IK Göta. 
Bussler var en av de bandyspelare inom Hammarby IF som 1921 prövade på att även spela ishockey och var med vid grundandet av Hammarby IF Ishockey. 1922 var Hammarby IF en av de sju föreningarna som startade Svenska Ishockeyförbundet. Laget nådde det året, 1922, den första SM finalen i ishockey efter att ha slagit ut Lidingö IF och Djurgårdens IF i kvarts- respektive semifinal. Finalen förlorade man mot IK Göta med 0-6 och George Bussler var avbytare.
1923 emigrerade Bussler till USA och slog sig ner i Moline, Rock Island County, Illinois. Han gifte sig med den svenskättade Margaret Elmer och tog över driften av "Elmer´s Wallpaper and Paint Store" i Moline. Han var även aktiv inom svenska loger i den nya hemstaden som "Moline Viking Lodge" och "the Noble lodge of Vasa". Han dog 1982 och är begravd i Moline.